# PARC (virksomhed)
 Der er for få eller ingen kildehenvisninger i denne artikel, hvilket er et problem. Du kan hjælpe ved at angive troværdige kilder til de påstande, som fremføres i artiklen.

Xerox PARC (Palo Alto Research Centre) er et forsknings- og udviklingscenter i Palo Alto, Californien. PARC blev grundlagt og finansieret af Xerox i 1970. Centeret blev grundlagt af fysikeren George Pake, og forskningleder hos Xerox Jack Goldman. På IT-området står PARC bag flere væsentlige innovationer på computerområdet. Herunder mus, bitmapgrafik, ethernet, den grafiske brugerflade (Graphical User Interface) med vinduer og ikoner, WYSIWYG (What You See Is What You Get), objektorienteret programmering (Smalltalk), pervasive computing (allestedsnærværende IT) mv.
Xerox er blevet kritiseret for manglende kommerciel udnyttelse af de mange banebrydende teknologier PARC har udviklet, dog selvfølgelig primært ud fra et forretningsmæssigt synspunkt.
Et eksempel på manglende udnyttelse, er den grafiske brugergrænseflade, der senere blev udbredt med Apple Macintoshcomputeren, Xerox blev betalt med Appleaktier for konsulenttimer, og med en aftale om at Macintosh ville blive lanceret med et GUI.
Da Apple senere sagsøgte Microsoft for at have kopieret elementer af Mac OS i Microsoft Windows, stævnede Xerox øjeblikkeligt Apple med en lignende sag.
37°24′10″N 122°8′55″V / 37.40278°N 122.14861°V